# عنکبوت‌های سرندباف
عنکبوت‌های سَرَندباف (Uloboridae) خانواده‌ای از عنکبوتها هستند.
این خانواده ۱۸ سرده و ۲۶۲ گونه را دربر می‌گیرد.